# Onthophagus tragoides
Onthophagus tragoides là một loài bọ cánh cứng trong họ Bọ hung (Scarabaeidae).